# Dicranomyia tessulata
Dicranomyia tessulata là một loài ruồi trong họ Limoniidae. Chúng phân bố ở miền Cổ bắc.